# Viborg Domprovsti
Viborg Domprovsti er et provsti i Viborg Stift. Provstiet ligger i Viborg Kommune.
Viborg Domprovsti består af 31 sogne med 34 kirker, fordelt på 14 pastorater.

## Pastorater
| Pastorater i Viborg Domprovsti | Pastorater i Viborg Domprovsti             | Pastorater i Viborg Domprovsti       |
| ------------------------------ | ------------------------------------------ | ------------------------------------ |
| Asmild-Tapdrup Pastorat        | Daugbjerg-Mønsted-Smollerup Pastorat       | Dollerup-Finderup-Ravnstrup Pastorat |
| Houlkær Pastorat               | Kobberup-Stoholm Pastorat                  | Sjørslev-Almind-Lysgaard Pastorat    |
| Sparkær-Gammelstrup Pastorat   | Søndermark Pastorat                        | Søndre Pastorat                      |
| Vestervang Pastorat            | Vestfjends Pastorat                        | Viborg Dompastorat                   |
| Vinkel-Sønder Rind Pastorat    | Vorde-Fiskbæk-Romlund-Tårup-Kvols Pastorat |                                      |

## Sogne
| Sogne i Viborg Domprovsti | Sogne i Viborg Domprovsti | Sogne i Viborg Domprovsti |
| ------------------------- | ------------------------- | ------------------------- |
| Almind Sogn               | Asmild Sogn               | Daugbjerg Sogn            |
| Dollerup Sogn             | Finderup Sogn             | Fiskbæk Sogn              |
| Fly Sogn                  | Gammelstrup Sogn          | Houlkær Sogn              |
| Iglsø Sogn                | Kvols Sogn                | Lysgård Sogn              |
| Mønsted Sogn              | Ravnstrup Sogn            | Resen Sogn                |
| Romlund Sogn              | Sjørslev Sogn             | Smollerup Sogn            |
| Sparkær Sogn              | Stoholm Sogn              | Sønder Rind Sogn          |
| Søndermark Sogn           | Søndre Sogn               | Tapdrup Sogn              |
| Tårup Sogn                | Vestervang Sogn           | Viborg Domsogn            |
| Vinkel Sogn               | Vorde Sogn                | Vridsted Sogn             |
| Vroue Sogn                |                           |                           |